# Хулван
Хулван (персијски: حلوان) био је древни град на планинама Загрос у западном Ирану, смештен на улазу прелаза Пајтак, који се данас идентификује са селом Сарпол-е Захаб.

## Историја
Каснија арапска традиција, како је записао Ел Табари, сматрала је град основан у време Сасанида који датира из времена Кавада I (владао је 488–496, 498–531), али је далеко древније: познато је још од асирских времена као Халману, лежао на граници између Вавилоније и Медије. Селеукидима је био познат као Хала (грчки: Χαλα) и био је главни град округа Халонитис (Χαλωνιτις). Према Диодору Сикулу, име потиче од насељавања грчких заробљеника из Боеотије од стране цара Ксеркеса, који су основали град Целонеја или Келонаи (Κελωναι).
Под Сасанидским царством, округ Хулван звао се [Хусрав] Шад Пероз ("радост Шусрава победника"), а сам град вероватно Пероз Кавад ("победнички Кавад"). После муслиманског освајања Персије, речи су арабизоване и постале су познате као: [Хусрав] Шадх Фируз и Фируз Кубад. Иако је, као и остали делови Медије, припадао четврти (куст) севера, под Хозројем II (в. 590–628) био је укључен у четврт Запада, заједно са Месопотамијом, пошто су сасанидски владари почели да користе Планине Загрос као летње одмаралиште и да се повлаче далеко од престонице Ктесифона који се налазио на месопотамијској равници.
Након битке код Кадисије 636. године, последњи сасанидски владар, Јездигерд III (в. 632–651), за време лета се из Ктесифона склонио  у Хулван. Након још једног тешког пораза у бици код Џалуле 637. године, Јездигерд  је напустио Хулван и крене ка источним провинцијама свог царства,  а град је пао у руке Арапа који су га прогонили под вођством Џарир ибн Абдалаха Баџалија 640. године. Почетком 640-их, град је био од стратешког значаја као погранични пролаз између месопотамијске низине и Иранске висоравни која је још увек била под контролом Сасанида, трупе су биле организоване у виду гарнизона, укључујући персијске браниоце (Кхамра), који су ту били насељени под рашидунским калифима .
У раном исламском периоду, све до 10. века, град се описује као "напредан град у плодном округу који даје много плода" (Л. Локхарт). Налазио се на путу ка Хорасану, и био је први град провинције Џибал на који се наилазило када се кретало путем на исток до Багдада. Ипак, као и у време Сасанида, био је кључно место повезивања са месопотамијском низијом (Савад). Под Муавијом I (в. 661–680) постала је главни град западног Џибала (Мах ел Куфа).
Према путнику из 10. века Ибн Хавкалу, град је био упола мањи од Динавара, а његове куће су биле изграђене од камена и цигле. Иако је клима била топла, било је доста пољопривредних култура, шипак и смокве су обилно расли. Према Худуд ел Аламу из 10. века, смокве у граду сушене су и увелико извожене, док Ел Мукадаси додаје да је град био окружен зидом са осам капија, а да је поред џамије  била и јеврејска синагога.
Град је такође био седиште провинције у којој се налазила митрополија Цркве Истока између 8. и 12. века.
На прелазу из 11. века, градом је управљала полу-независна династија Аназид, све док их Какујиди нису протерали. Турци Селџуци су га преотели и спалили 1046. године, док је земљотрес 1049. године завршио разарање града. Иако обновљен, никад није повратио свој некадашњи просперитет, а сада је мало село Сарпол-е Захаб.